# Vio-lence
Pour les articles homonymes, voir Vio.
Vio-lence est un groupe de thrash metal américain, originaire de San Francisco en Californie. Robb Flynn et Phil Demmel de Machine Head en étaient auparavant membres. Dissous en 2003, le groupe renaît en 2022.

## Biographie

### Première période (1985–1993)
Vio-lence est formé en 1985 de la réunion de Jerry Birr (chant), Phil Demmel (guitare), Troy Fua (guitare), Eddie Billy (basse, frère de Chuck Billy) et Perry Strickland (batterie). Le groupe utilise brièvement les patronymes de Death Penalty, puis Violence, avant d'opter pour la typographie de Vio-lence. Cette formation enregistre le titre Gutterslut qui paraît sur la compilation Eastern Front (Live at Ruthies). Peu de temps après Eddie Billy quitte le groupe et est remplacé par Dean Dell. Vio-lence enregistre alors une cassette de ses répétitions qu'il diffuse comme une demo. 
Toujours en 1986, c'est après le remplacement du chanteur Jerry Birr par Sean Killian que le groupe entre en studio pour enregistrer sa première véritable démo. Au début de 1987, Troy Fua est remplacé par le guitariste de Forbidden Evil, Robb Flynn. Le groupe ré-enregistre les titres de sa premières démo, en y apportant quelles modifications sur les paroles et les titres. Le résultat est diffusé sous le titre de Mechanic Records Demo, du nom du label qui sort quelques mois plus tard leur premier album studio, Eternal Nightmare. 
Le groupe tourne avec Testament et Sanctuary, puis Voivod, avant de sortir leur deuxième album, Oppressing the Masses, en 1990. Le titre Torture Tactics, mis de côté pour cet album en raison de ses paroles, est finalement publié dans un EP du même nom l'année suivante. Le groupe retourne en studio après une tournée avec Defiance, mais en raison de problèmes de label, ce troisième album ne sort qu'en 1993. Robb Flynn quitte le groupe pour fonder Machine Head. Il est remplacé par Ray Vegas, et le batteur Mark Hernandez fait son entrée dans Vio-lence à la place de Perry Strickland. Le groupe enregistre une démo avant de se séparer.

### Deuxième période (2001–2003)
En 2001, le groupe remonte sur scène à l'occasion du Thrash of the Titans, un concert de charité pour Chuck Billy et Chuck Schuldiner alors tous deux malades de cancers. Composé de Killian, Demmel, Vegas, Dell et Strickland, le groupe donne d'autres dates et en 2002 évoque même l'enregistrement d'un nouvel album. En 2003, Phil Demmel, qui avait déjà dépanné Machine Head à quelques occasions, est recruté comme guitariste permanent par le groupe de Robb Flynn. Vio-lence annonce sa séparation peu de temps après.
En octobre 2015, une réédition vinyle de l'album Eternal Nightmare, accompagnée de chansons bonus, est annoncée.

### Le retour (2022)
Le 10 janvier 2022, paraît le clip vidéo du titre Flesh From Bone, extrait de l'EP intitulé Let The World Burn et dont la sortie est prévue pour le 4 mars 2022.

## Membres

### Derniers membres
- Phil Demmel (Machine Head, Torque, Dublin Death Patrol) - guitare (1985-1993, 2001-2003)
- Perry Strickland - batterie (1985-1993, 2001-2003)
- Troy Fua - guitare (1985-1987, 2001-2003)
- Dean Dell (Torque) - basse (1985-1993, 2001-2003)
- Sean Killian - chant (1986-1993, 2001-2003)

### Anciens membres
- Ray Vegas (Torque) - basse (1991-1993, 2001)
- Steve Schmidt - guitare (2001)
- Mark Hernandez (Forbidden, Heathen, Torque) - batterie (1993)
- Dean Dell - basse (1985-1993, 2001-2003)
- Robb Flynn (Machine Head) - guitare (1987-1992)
- Jerry Birr (Enemy X) - chant (1985-1986)
- Eddie Billy (Dublin Death Patrol) - basse (1985)

## Discographie

### Albums studio
- 1988 : Eternal Nightmare
- 1990 : Oppressing the Masses
- 1993 : Nothing to Gain

### Autres
- 1986 : First Demo (démo)
- 1986 : Second Demo 1986 (démo)
- 1988 : Rough Demo (démo)
- 1988 : Eternal Nightmare (single)
- 1990 : World in a World (single)
- 1991 : Torture Tactics (EP)
- 1993 : 1993 Demo (démo)
- 2003 : They Just Keep Killing (EP)
- 2006 : Blood and Dirt (DVD)
- 2022 : Let The World Burn (EP)